# Kyoko Kuroda
Kyoko Kuroda (født 8. maj 1969) er en tidligere japansk fodboldspiller. Hun har tidligere spillet for Japans kvindefodboldlandshold.

## Japans fodboldlandshold
| Japans landshold | Japans landshold | Japans landshold |
| År               | Kmp              | Mål              |
| ---------------- | ---------------- | ---------------- |
| 1989             | 4                | 6                |
| 1990             | 2                | 1                |
| 1991             | 11               | 0                |
| 1992             | 0                | 0                |
| 1993             | 0                | 0                |
| 1994             | 4                | 0                |
| Total            | 21               | 7                |